# Seznam japonskih igralcev
Seznam japonskih igralcev.

## A
- Abe Hiroshi
- Aijima Kazuyuki
- Aikawa Sho
- Aizawa Kazunari
- Akagi Keiichiro
- Akatsuka Maoto
- Akimoto Sayaka
- Amano Hironari
- Anan Kenji
- Aoki Tomio
- Aoyama Sota
- Arai Hirofumi
- Arata
- Asano Tadanobu
- Ato Kai
- Atsumi Kiyoshi
- Azuma Kouhei

## B
- Ban Daisuke
- Bannai Matsuo
- Bessyo Tetsuya

## C
- Chiba Shinichi (Sonny Chiba)
- Chii Takeo
- Chishu Ryu (Čišu Rju)

## D
- Dokumamushi Sandayu
- Dōmoto Tsuyoshi

## E
- Ebihara Juri
- Eita
- Enari Kazuki
- Endo Kenichi
- Endo Masashi
- Endo Yoshito
- Enoki Takaaki
- Enomoto Kenichi
- Ezure Kenji

## F
- Fuji Toshiya
- Fujimoto Takahiro
- Fujioka Hiroshi
- Fujita Makoto
- Fujita Sokyu
- Fujiwara Tatsuya
- Fukae Takuji
- Fukuhara Haruki
- Fukami Motoki
- Fukikoshi Mitsuru
- Fukumoto Seizo
- Fukuyama Masaharu
- Funakoshi Eiichiro
- Furumura Hayato
- Furuoya Masato

## G
- Gidayu Great
- Gasyuin Tatsuya
- Gotsuji Shingo

## H
- Hagino Takashi
- Hagiwara Masato
- Hagiwara Nagare
- Hakamada Yoshihiko
- Hamada Manabu
- Handa Kento
- Harada Daijiro
- Harada Ryuji
- Hasesan Osamu
- Hashizume Jun
- Hattori Keigo
- Higashi Kenichiro
- Higashi Sonomanma
- Hino Shohei
- Hirano Takahiro
- Hirano Teruhisa
- Hiranuma Norihisa
- Hirata Hiroaki
- Hirata Junichi
- Honda Hirotaro
- Horie Kei
- Horiuchi Masami
- Hosaka Naoki
- Hosokawa Shigeki
- Hosoyamada Takahito

## I
- Ichikawa Raizo
- Ichinose Hidekazu
- Ida Kunihiko
- Ide Rakkyo
- Ihara Tsuyoshi
- Ikariya Chosuke
- Ikeda Tsutomu
- Inaba Yoshio
- Ino Manabu
- Iseya Yusuke
- Ishi Tomoya
- Ishibashi Ryo
- Ishibashi Tamotsu
- Ishida Junichi
- Ishidate Tetsuo
- Ishihara Yujiro
- Ishikura Saburo
- Ishizaka Koji
- Itamae Rusher
- Itoh Atsushi
- Izumi Masayuki
- Izumi Syuhei
- Izumiya Shigeru

## K
- Kadono Takuzo
- Kagemaru Shigeki
- Kaito Ken
- Kakei Toshio
- Kaki Tatsumaru
- Kamijo Makoto
- Kamikawa Tatsuya
- Kanda Masaki
- Kane Kosugi
- Kaneko Ken
- Kaneko Noboru
- Kaneko Takatoshi
- Kaneko Yoshinobu
- Kaneshiro Takeshi
- Karasawa Toshiaki Tošiaki Karasava
- Kase Ryo
- Kashima Noritoshi
- Kashu Toshiki
- Kato Haruhiko
- Kato Kazuki
- Kato Masaya
- Katori Shingo
- Katsuji Ryo
- Kawai Gamon
- Kawai Makoto
- Kawaoka Daijiro
- Kazama Mitsugu
- Kazama Morio
- Kazama Toru
- Keaton Yamada
- Kido Yuji
- Kimura Isao
- Kimura Kazuya
- Kimura Takuya
- Kirin Kiki
- Kishi Yuji
- Kishida Shin
- Kishitani Goro
- Kitamura Yukiya
- Tanie Kitabayashi (1911-2010)
- Kitano Takeshi
- Kobayashi Akira
- Kaoru Kobayashi
- Kobayashi Nenji
- Kotaro Koizumi
- Komatsu Takuya
- Kondo Yasunari
- Kora Takashi
- Kubozuka Shunsuke
- Kubozuka Yōsuke
- Kunimura Jun
- Kuriyama Chiaki
- Kyomoto Masaki

## M
- Maeda Koyo
- Maehara Kazuki
- Maruse Taro
- Masanobu Ando
- Matano Seiji
- Matoba Koji
- Matsuda Kenji
- Matsuda Masaru
- Matsuda Ryuhei
- Matsuda Satoshi
- Matsuda Youji
- Yusaku Matsuda
- Matsudaira Ken
- Matsukata Hiroki
- Matsumoto Akiko
- Matsumoto Jun
- Matsunaga Hiroshi
- Matsuo Toshinobu
- Maya Takeshi
- Mifune Toshiro
- Mihashi Tatsuya
- Mikami Hiroshi
- Miki Ryosuke
- Minami Kaho
- Minami Toyokazu
- Mine Rantaro
- Minegishi Toru
- Misaki Ito
- Mitamura Kunihiko
- Miura Akifumi
- Miura Haruma
- Miura Koichi
- Miura Tomokazu (三浦友和)
- Miyaguchi Seiji
- Miyakawa Ichirota
- Miyauchi Ryo
- Mizuhashi Kenji
- Mizukoshi Tomonori
- Mori Shoji
- Morikawa Jiro
- Morimoto Reo
- Morimoto Ryoji
- Morioka Ryu
- Morioka Sousuke
- Morishige Hisaya
- Moriyama Mirai
- Motoki Masahiro
- Mukai Seiichi
- Mukaide Juntaku
- Murai Kunio
- Murakami Hiroaki
- Murakami Kohei
- Murakami Masaaki
- Muramatsu Yuki
- Murase Junpei

## N
- Nadaka Tatsuo
- Nagai Masaru
- Nagasawa Toshiya
- Nagase Masatoshi
- Nagayama Takashi
- Naha Takashi
- Naito Takashi
- Nakadai Tatsuya
- Nakagami Masami
- Nakai Kiichi
- Nakajima Yosuke
- Nakajyo Kiyoshi
- Nakamura Masatoshi
- Nakamura Shigeyuki
- Nakamura Shunta
- Yuri Nakamura
- Nakao Akira
- Nakata Koji
- Nakatani Akihiro
- Nashimoto Kenjiro
- Nemoto Hironari
- Nezu Jinpachi
- Niitaka Keiko
- Nishi Koichiro
- Nishida Takashi
- Nishida Toshiyuki
- Nishijima Hidetoshi
- Nishimura Kazuhiko
- Nishimura Masahiko
- Nishioka Ryuichiro
- Noguchi Yuki
- Noji Masatoshi
- Yoichi Numata

## O
- Obata Kinuko
- Oda Yuji
- Odagiri Joe
- Ogata Kanta
- Ogata Ken
- Ogata Naoto
- Ogi Shigemitsu
- Oguri Shun
- Ohashi Goro
- Ohgo Suzuka
- Oizumi You
- Okada Koki
- Oki Masaya
- Okuchi Kengo
- Omori Takahito
- Ono Akira
- Osawa Takao
- Oshinari Shugo
- Osugi Ren
- Otsubo Takashi
- Akio Ōtsuka
- Ozawa Yukiyoshi

## R
- Rasaru Ishii
- RIKIYA
- Ryohei
- Čišu Rju

## S
- Saeba Tom
- Saguchi Kenji
- Saito Sosuke
- Saito Takumi
- Sakai Kazuyoshi
- Sakai Masato
- Sakakibara Toshihiko
- Sakamoto Ryosuke
- Sako Hideo
- Sanada Hiroyuki
- Sano Keisuke
- Sano Shiro
- Sasaki Tsuyoshi
- Sato Bsaku
- Sato Koichi
- Sato Kozo
- Sato Teru
- Satomi Kotaro
- Sawaki Tetsu
- Sawada Kenya
- Sawamura Ikki
- Segawa Ryo
- Shibata Kyohei
- Shimizu Kazuya
- Shimizu Kojiro
- Shimode Joichi
- Shimomoto Shiro
- Shimura Togo
- Shina Kippei
- Shiotani Shun
- Shishido Jo
- Shishido Kai
- Shoei
- Sone Hideki
- Sorimachi Takashi
- Sueyoshi Koji
- Suga Takamasa
- Sugawara Bunta
- Sugi Ryotaro
- Sugita Akihiro
- Sugiura Taiyo
- Sunaga Kei
- Suzuki Atsushi
- Suzuki Hiyu
- Suzuki Shuwa

## T
- Tachi Hiroshi
- Taguchi Tomorowo
- Takada Kotaro
- Takahashi Hideki
- Takahashi Katsumi
- Takaishi Taku
- Takaki Junya
- Takakura Ken
- Hideko Takamine
- Takano Hassei
- Takano Hiroyuki
- Takao Koichi
- Takaoka Sosuke
- Takashima Masahiro
- Takashima Masanobu
- Takasugi Mizuho
- Takemoto Takayuki
- Takenouchi Riki
- Takenouchi Yutaka
- Takeuchi Yuko
- Takezai Terunosuke
- Takezawa Kazuma
- Tamba Tetsuro
- Tamba Yoshitaka
- Tamayama Tetsuji
- Tamiya Jiro
- Tamura Masakazu
- Tanabe Seiichi
- Tanaka Hirotaro
- Tanaka Ken
- Kinuyo Tanaka
- Tanaka Kotaro
- Tanaka Kunie
- Tanaka Minoru
- Tani Hayato
- Tani Yoko
- Tanihara Shozuke
- Tanaka Tatsumi
- Terajima Susumu
- Terao Akira
- Terawaki Yasufumi
- Toba Jun
- Tokashiki Katsuo
- Tokito Saburo
- Tokuyama Hidenori
- Toyokawa Etsushi
- Tsuda Kanji
- Tsuda Kenjiro
- Tsugawa Masahiko
- Tsujiuchi Masato
- Tsukamoto Shinya
- Tsukayama Masane
- Tsumabuki Satoshi
- Tsurumi Shingo
- Tsuruno Takeshi
- Tsutsui Michitaka
- Tsutsumi Daijiro
- Tsutsumi Shinichi

## U
- Uchino Masaaki
- Ukaji Tsuyoshi
- Umemiya Tetsu
- Umesawa Tomio
- Urai Kenji
- Uzaki Kei

## W
- Wajima Hisashi
- Wakamatsu Toshihide
- Watabe Atsuro
- Watabe Ryosuke
- Watanabe Fumio
- Watanabe Hiroyuki
- Watanabe Ken
- Watanabe Kosuke
- Watanabe Tohru
- Watari Tetsuya
- Watase Kakihiko

## Y
- Yajima Kenichi
- Yakusho Koji
- Yamada Jundai
- Yamada Takayuki
- Yamadera Kouichi
- Yamaguchi Makiya
- Yamaji Kazuhiro
- Yamamoto Kohei
- Yamamoto Kouji
- Yamamoto Taro
- Yamamura Sou
- Yamasaki Jun
- Yamashita Tetsuo
- Yamashita Tomohisa
- Yamazaki Tsutomu
- Yanagi Kotaro
- Yanagiba Toshiro
- Yano Koji
- Yashima Norito
- Yasumura Kazuyuki
- Yokota Hiroaki
- Yorozuya Kinnosuke
- Yoshino Keigo
- Yoshioka Hidetaka
- Yoshioka Takeshi
- Yuge Tomohisa
- Yujin
- Yuya Yagira